# Javier Losada
Francisco Javier Losada de Azpiazu (La Coruña, 16 de julio de 1955), más conocido como Javier Losada, es un político español. Fue delegado del Gobierno en Galicia entre 2018 y 2021, senador en las Cortes Generales entre 2006 y 2015 y alcalde de La Coruña entre 2006 y 2011. Brevemente, también fue diputado autonómico entre 1997 y 1999.

## Trayectoria
Tras completar el COU en el colegio salesiano de su ciudad natal de A Coruña, realizó sus estudios de medicina y ciruía en Santiago. Es también especialista en Anestesiología y médico facultativo del Hospital Universitario de La Coruña. Formó parte de la corporación municipal coruñesa desde el año 1983, desempeñando diversos cargos, entre ellos concejal de Urbanismo y primer teniente de alcalde. Fue diputado por la provincia de La Coruña en el Parlamento de Galicia, en la quinta legislatura. Ha sido alcalde de La Coruña desde 2006, siendo nuevamente elegido en las elecciones del 2007 y permaneciendo en la alcaldía hasta 2011.
Es el fundador de la Orquesta Sinfónica de Galicia (OSG) y ocupó la presidencia de distintos organismos como la Empresa Municipal de Aguas de La Coruña EMALCSA, el Consorcio para la Promoción de la Música o el Consorcio de Turismo.
Senador elegido por la provincia de La Coruña en la legislatura 2008-2011 en la que presidió la Comisión de Administraciones Locales. Fue nuevamente elegido senador en la legislatura que se inicia en 2011 ocupando la portavocía adjunta de la Comisión de Exteriores y es vicepresidente de la Comisión de Interior a la vez que forma parte de otras comisiones especiales de estudio.
Javier Losada fue secretario general de los socialistas coruñeses durante doce años, entre 1999 y 2011, así como miembro del Comité Federal del PSOE. 
Ocupó el cargo de delegado del Gobierno en Galicia de junio de 2018 hasta marzo de 2021.

## Críticas
El relleno de las playas de Riazor, Orzán, Matadero y San Amaro con arena procedente de una cantera, que tiñe de plateado a los bañistas a causa de la mica de caolín, se encontró con la oposición de bañístas y ecologistas, que consideraban que la ampliación de las playas era innecesaria y perjudicial. Aun así el Gobierno Central y el Ayuntamiento contestaron que la arena de las playas es inocua, opinión refrendada por el Hospital La Coruña, que recuerda que el caolín se usa en cremas para la piel.
También fue increpado por numerosos vecinos a causa de los problemas ocasionados por el botellón y de la tardanza del Ayuntamiento en tomar medidas al respecto.
También ha recibido numerosas críticas por la tardanza en la inscripción en el registro de la propiedad de las parcelas destinadas a vivienda protegida en el parque ofimático. Esto ha provocado que más de 300 familias hayan perdido ayudas estatales a la compra de la vivienda por un valor conjunto de varios millones de euros. Esta inscripción todavía no es una realidad.
La construcción de centros comerciales como Marineda City y Espacio Coruña ha sido polémica debido a que perjudica enormemente al comercio pequeño en época de crisis. Por estos motivos los pequeños comerciantes han realizado protestas. Durante su mandato el número de centros comerciales se ha multiplicado por dos, siendo La Coruña la ciudad española con más centros comerciales en relación con su tamaño, teniendo un centro comercial por cada tres kilómetros cuadrados.